# Acroconidiella tropaeoli
Acroconidiella tropaeoli är en svampart som först beskrevs av T.E.T. Bond, och fick sitt nu gällande namn av J.C. Lindq. & Alippi 1964. Acroconidiella tropaeoli ingår i släktet Acroconidiella och familjen Davidiellaceae.   Inga underarter finns listade i Catalogue of Life.